# Entje
Entje so zelo stara rasa v tolkienovi mitologiji. Ta starodavna bitja imajo obliko dreves, premikajo in nasplošno živijo pa izredno počasi. Bili so nekakšni skrbniki gozdov. Znano je tudi, da so davno izgubili entinje, ki so jih kasneje iskali pa vendar nikoli našli. Poznana so njihova srečanja oziroma entije.

## Entščina
"V starem entskem jeziku traja zelo dolgo, da kaj poveš..."

-Bradodrev
Entščina je bil počasen, in starodaven jezik Entov, ki je bil po naravi popolnoma drugačen od vilinščine in človeških jezikov. Entščina je bil počasen in premišljen jezik, tako kot njegovi govorci; besede in imena so pripovedovala zgodbo o stvareh, ki so jih opisovala. Morda je to eden od razlogov, da Enti svojih imen ne zaupajo drugim, ker da so njihova entska imena zasebna stvar, ki jo lahko povedo le zaupanja vrednim prijateljem.
Zdi se, da njihov jezik temelji na starodavni obliki navadne eldarščine, ki sta jo pozneje obogatili kvenjščina in sindarinščina, čeprav vključuje številne edinstvene "drevesne" dodatke. Pravzaprav gre za dva različna jezika:
Prvotno so imeli Enti svoj jezik, ki so ga opisovali kot dolg in zveneč; to je bil tonski jezik s številnimi občutljivimi samoglasniškimi odtenki in zelo dolgovezen. Ni znano, da bi kdo, ki ni Ent, sploh lahko izgovoril staro entščino. Huorni in drevesa v gozdu Fangorn so razumeli staro entščino in se v njej pogovarjali z Enti in med seboj. Celo vilini, mojstri jezikoslovci, se niso mogli naučiti stare entščine in ga zaradi zapletene zvočne strukture niso poskušali zapisati. Tudi slovnična struktura je bila precej nenavadna, pogosto opisana kot dolga, razvlečena razprava o neki temi. Morda sploh ni bilo besede za da ali ne: na takšna vprašanja bi odgovorili z dolgim monologom o tem, zakaj se zadevni Ent strinja ali ne strinja z Entom, ki je postavil vprašanje. Ent Hitri žarek je veljal za zelo hitrega, saj je odgovoril na vprašanje, še preden je drugi Ent končal. Enti praviloma ne govorijo ničesar v stari entščini, razen če je vredno časa, da to povedo. Za vsakodnevno jezikovno funkcijo so se običajno zatekli k "novi" entščini.
Vilini so veliko naučili ente. Enti so ugotovili, da je kvenjščina čudovit jezik, in ga po svoje prilagodili vsakdanji rabi, njegovo besedišče pa staronetski slovnični strukturi. Posamezne besede so bile razumljive, čeprav so tvorile dolge stavke z odvečnimi pridevniki, ki so lahko trajali tudi več kot eno uro.
Celo ko so govorili zahodščino, so se Enti navadili, da so jo prilagodili svoji slovnični strukturi in ponavljali sestavljene pridevnike za izražanje drobnih pomenskih odtenkov.

### Primeri
- A-lalla-lalla-rumba-kamanda-lindor-burúme, beseda za "hrib" (del imena za skalno polico); zapisan kot zelo nenatančen vzorec.
- Ko je Bradodrev rekel "Taurelilómëa-tumbalemorna Tumbaletaurëa Lómëanor", je želel povedati Medu in Pipinu, da je "v globokih dolinah tega gozda leži črna senca", vendar je dobesedni prevod "Zelogozdnosenčna-globokodolinskočrna Globokodolskogozdna Mrakobnadežela"
- Ko je Bradodrev opisal škrate, je rekel "evileyed-blackhanded-bowlegged-flinthearted-clawfingered-foulbellied-bloodthirsty" in dodal nekaj kvenjščine: morimaite-sincahonda ("črnoroki" in "trdosrčni").